# Ernst-Wilhelm Springer
Pour les articles homonymes, voir Springer.
Ernst-Wilhelm Springer, né le 8 mai 1925 à Alveslohe (arrondissement de Segeberg) et mort le 19 septembre 2007, est un nazi allemand et un ancien membre du parlement de Basse-Saxe, membre du Sozialistische Reichspartei.

## Biographie
Durant la Seconde Guerre mondiale, il est Waffen SS, et devient en 1952 fugitif avec Otto Ernst Remer en Syrie, où ils ont tous deux travaillé pour l'Oriental Trading Company (OTRACO). En janvier 1962 à Bad Segeberg, il est mêlé à un trafic d'armes. La même année, il échappe à un attentat. En 2012, la presse allemande dévoile sa collaboration avec Fidel Castro à la formation de forces spéciales durant le Débarquement de la baie des Cochons.

## Littérature
- Barbara Simon, Abgeordnete in Niedersachsen 1946–1994: Biographisches Handbuch, 1996, Seite 364.